# Lucy Dutoit
Lucy Dutoit (* 2. April 1868 in Moudon; † 25. Februar 1937 in Lausanne; heimatberechtigt in Moudon und Chavannes-sur-Moudon) war eine Schweizer Lehrerin und Frauenrechtlerin aus dem Kanton Waadt.

## Leben
Lucy Dutoit war eine Tochter von Marc Louis Victor Dutoit und Maria Wyttenbach. Sie arbeitete als Deutschlehrerin an der École Vinet in Lausanne. Sie war eine Pionierin der Stimmrechtsbewegung im Kanton Waadt: Im Jahr 1907 gehörte sie zu den Gründerinnen der Association vaudoise pour le suffrage féminin und war 1916 bis 1932 deren Präsidentin. Sie war im Jahr 1909 Mitbegründerin des Schweizerischen Verbands für Frauenstimmrecht und arbeitete von 1924 bis 1936 als Sekretärin und Übersetzerin in dessen Zentralvorstand. Sie initiierte und leitete ab 1919 die Ferienkurse für Fraueninteressen. Sie sass im Vorstand der schweizerischen und waadtländischen Vereinigung für den Völkerbund und war Mitbegründerin und regelmässige Mitarbeiterin der Zeitschrift Le Mouvement Féministe.